# جینگزیگوان
جینگزیگوان (به لاتین: Jingziguan) یک شهرک در جمهوری خلق چین است که در Xichuan County واقع شده‌است.